# Sukashitrochus
Sukashitrochus là một chi ốc biển, là động vật thân mềm chân bụng sống ở biểns trong họ Scissurellidae.

## Các loài
Các loài trong chi Sukashitrochus gồm có:
- Sukashitrochus armillatus (Yaron, 1983)
- Sukashitrochus atkinsoni (Tenison Woods, 1876)
- Sukashitrochus carinatus (A. Adams, 1862) - type species
- Sukashitrochus dorbignyi (Audouin, 1826)
- Sukashitrochus lyallensis (Finlay, 1926)
- Sukashitrochus maraisi Herbert, 1986
- Sukashitrochus morleti (Crosse, 1880) - synonyms: Sukashitrochus indonesicus Bandel, 1998;[3] Sukashitrochus simplex Bandel, 1998[4]
- Sukashitrochus pulcher (Petterd, 1884)
- Sukashitrochus tricarinatus (Yaron, 1983)

## Hình ảnh

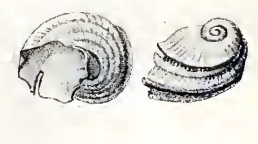